# Trzej towarzysze (film 1935)
Trzej towarzysze (ros. Три товарища, Tri towariszcza) – radziecki film komediowy z 1935 roku w reżyserii Siemiona Timoszenko według scenariusza Aleksieja Kaplera. Z tego filmu pochodzi "Pieśń o Kachowce" (znana także jako "Kachowka") Michaiła Swietłowa. Komedia charakterów, przedstawiająca sylwetki trzech radzieckich pracowników, którzy zajmują kierownicze stanowiska.

## Obsada
- Nikołaj Batałow
- Anatolij Goriunow jako Glinka
- Michaił Żarow jako Zajcew
- Wieronika Połonska jako Irina
- Tatjana Guriecka
- Walerij Sołowcow jako Gubienko
- Nikołaj Miczurin